# بخش امبانجا
بخش امبانجا (به لاتین: Ambanja District) یک منطقهٔ مسکونی در ماداگاسکار است که در دیانا (ماداگاسکار) واقع شده‌است.

## خصوصیات
بخش امبانجا ۶٬۳۲۸ کیلومترمربع مساحت و ۱۲۵٬۰۵۶ نفر جمعیت دارد.